# Плецемін
Плецемін (пол. Plecemin) — село в Польщі, у гміні Тарнувка Злотовського повіту Великопольського воєводства.
Населення — 136 осіб (2011).
У 1975-1998 роках село належало до Пільського воєводства.

## Демографія
Демографічна структура станом на 31 березня 2011 року:
|          | Загалом | Допрацездатний вік | Працездатний вік | Постпрацездатний вік |
| -------- | ------- | ------------------ | ---------------- | -------------------- |
| Чоловіки | 65      | 20                 | 43               | 2                    |
| Жінки    | 71      | 27                 | 36               | 8                    |
| Разом    | 136     | 47                 | 79               | 10                   |